# Вествейл (Нью-Йорк)
Вествейл (англ. Westvale) — переписна місцевість (CDP) в США, в окрузі Онондага штату Нью-Йорк. Населення — 5090 осіб (2020).

## Географія
Вествейл розташований за координатами 43°2′24″ пн. ш. 76°13′4″ зх. д. / 43.04000° пн. ш. 76.21778° зх. д. (43.039978, -76.217670).  За даними Бюро перепису населення США в 2010 році переписна місцевість мала площу 3,53 км², уся площа — суходіл.

## Демографія
Згідно з переписом 2010 року, у переписній місцевості мешкали 4963 особи в 2067 домогосподарствах у складі 1439 родин. Густота населення становила 1405 осіб/км².  Було 2114 помешкання (598/км²).
Расовий склад населення:
| - 97,7 % — білих - 0,6 % — азіатів - 0,4 % — чорних або афроамериканців - 0,3 % — корінних американців |

До двох чи більше рас належало 0,8 %. Частка іспаномовних становила 1,7 % від усіх жителів.
За віковим діапазоном населення розподілялося таким чином: 21,3 % — особи молодші 18 років, 58,8 % — особи у віці 18—64 років, 19,9 % — особи у віці 65 років та старші. Медіана віку мешканця становила 46,8 року. На 100 осіб жіночої статі у переписній місцевості припадало 85,8 чоловіків;  на 100 жінок у віці від 18 років та старших — 82,1 чоловіків також старших 18 років.
Середній дохід на одне домашнє господарство  становив 89 518 доларів США (медіана — 75 609), а середній дохід на одну сім'ю — 104 227 доларів (медіана — 90 978). Медіана доходів становила 62 074 долари для чоловіків та 48 375 доларів для жінок. За межею бідності перебувало 6,8 % осіб, у тому числі 11,7 % дітей у віці до 18 років та 2,7 % осіб у віці 65 років та старших.
Цивільне працевлаштоване населення становило 2660 осіб. Основні галузі зайнятості: освіта, охорона здоров'я та соціальна допомога — 31,5 %, роздрібна торгівля — 11,9 %, науковці, спеціалісти, менеджери — 11,8 %.